# 興隆庵摩崖造像
興隆庵摩崖造像，位於重慶市大足區三驅鎮白坭村（舊石桌鄉白果村東100公尺），雕刻於宋代，是一處摩崖石刻。1986年1月22日公布大足縣文物保護單位；2020年12月7日公布为第一批大足区文物保护单位；2025年6月25日公布为第四批重庆市文物保护单位。

## 簡介
庵已毀，存造像12龕，計50餘軀。平頂龕。造像高浮雕。其中8號龕，高1.4公尺，寬4公尺，深0.55公尺。主像西方三聖，中爲阿彌陀佛坐像，手結彌陀印，左坐觀音，右坐大勢至。三像左立一僧人，右立一武士。左壁刻」紹興六年(1136)鐫造聖像」字樣。11號龕爲飄海觀音龕，高2.1公尺，寬1.35公尺，深0.57公尺。一觀音赤足站於荷葉上，雙手交叉，右手握左腕，左手握珠串，造型生動優美。下爲海浪揚波，水中刻盤龍、魚、龜等動物。側壁刻二仙人或捧盒，或作拱手狀；二童子左右分侍，下刻供養人一童二婦。餘龕內容爲佛、觀音等。
造像北距三驅鎮約2.2公里，距鄉道三季路約100公尺，通過三季路約2.5公里與縣道龍廣路相連，造像分佈於寬26、高5米的石壁上，現存造像13龕，造像共43身。主要以方形龕為主，也有圓龕和圓拱龕。造像主要雕刻於宋代，清代有增刻。從右至左編號：1號為光頭造像，2號、3號為觀音，4號為佛，5號為日月觀音，6號、7號為佛祖，8號為一佛二菩薩，9號為菩薩和柳本尊像，10號為佛祖，11號為西方三聖立像，12號為數珠手觀音，13號為一佛二菩薩。其中8號龕為方形龕，龕高1.7、寬3.55、深0.6公尺，龕底距地面3.1公尺。其上壁刻有"大宋紹興六年太歲丁未十月十五日"的造像鐫記。
造像分佈在長25米、寬7米的岩壁上，共12龕50餘尊，有長方形平頂龕和圓形龕。內容系佛、地藏王、觀音等造像。其中，1號龕長1.76米、寬0.9米，進深0.36米，地藏坐像二尊。8號龕有紹興元年題記。該造像保存基本完好。